# 2-idrossiglutarato deidrogenasi
La 2-idrossiglutarato deidrogenasi è un enzima appartenente alla classe delle ossidoreduttasi, che catalizza la seguente reazione:
(S)-2-idrossiglutarato + accettore ⇄ 2-ossoglutarato + accettore ridotto.